# Romeral (ort)
Romeral är en ort i Spanien.   Den ligger i provinsen Toledo och regionen Kastilien-La Mancha, i den centrala delen av landet, 80 km söder om huvudstaden Madrid. Romeral ligger 664 meter över havet och antalet invånare är 847.
Terrängen runt Romeral är platt. Runt Romeral är det ganska glesbefolkat, med 23 invånare per kvadratkilometer. Närmaste större samhälle är Villacañas, 12,4 km sydost om Romeral. Trakten runt Romeral består till största delen av jordbruksmark.